# Jacques Pineton de Chambrun
Jacques Pineton, sieur de Chambrun, né en 1515 à Orange et mort en 1601 à Nîmes, est un pasteur français et ministre de la religion réformée.

## Biographie
Fils de Jean Pineton, consul d’Aubusson et de Marie Auroch, Pineton fut le premier à se faire appeler Pineton de Chambrun en ajoutant à son nom celui de Chambrun, du nom d’une terre appartenant à sa famille.
Converti au protestantisme, vraisemblablement en 1560, il renonça, dans sa ferveur de néophyte, aux avantages qui l’attendaient dans le monde pour se vouer au ministère sacré. Il alla faire ses études en théologie à Genève, où il reçut la consécration de pasteur des mains de Calvin lui-même en 1560.
Peu de temps après, au mois de mars 1562, il fut appelé comme second pasteur à l’église de Nîmes, où les progrès de la Réforme furent si rapides, que l’année même, les deux ministres ne pouvant plus suffire à leur tâche, il fallut leur adjoindre A. Banc, dit La Source. Dès le mois de mai suivant, le consistoire se vit dans la nécessité de demander à Genève deux nouveaux pasteurs, mais le manque d’évangélistes était si grand, que l’on ne put leur envoyer que Pierre d’Aspères. Chambrun dut faire lui-même, le 27 janvier 1566, la dédicace du Grand temple de Nîmes.
En 1567, le synode provincial, tenu à Sommières, lui donna pour collègues Saint-Ferréol et Claude de Falguerolles. Après la Michelade, à laquelle il s’opposa de toutes ses forces, il crut prudent de fuir, avec son collègue Maugel, en 1567 et il ne retourna dans son église qu’à la conclusion de la paix en 1570. En 1572, il assista au Synode national de Nîmes. En 1588, Chambrun se rendit, comme député de l’église de Nîmes, à l’Assemblée politique de Montauban, et la même année, avec Pierre Maltrait ou Maltrel, à l’assemblée provinciale d’Alès.
Quoique son testament porte la date du 5 juin 1594, il vécut jusqu’en 1601. Le seul ouvrage qu’il paraisse avoir publié parut à Nîmes, 1584, in-4°, sous le titre : L’esprit et conscience jésuitique. Pour expresse descouverte de l’esprit de calomnie et sa suite, ez blasphèmes imposez aux églises reformées, en la personne de feu J. Calvin, par J. Hay, moyne jésuite, au libelle de ses Demandes. Dédicace au roi de Navarre.

## Descendance
De son premier mariage en 1553 avec Catherine Fajon, Jacques Pineton de Chambrun laissa Pierre, seigneur de Lempéry, médecin vivant à Genève en 1583 puis médecin ordinaire d’Henri IV, qui continua la branche aînée. Il fut capitaine des châteaux et forts de Marvejols et gouverneur de La Canourgue. Il fit publier à Paris en 1611 les Larmes de Pierre de Chambrun sur la mort d’Henri le Grand. Mort vers 1626, il est l’ancêtre de tous les Chambrun actuels.
De son second mariage avec Catherine Borel il eut Jacques, fondateur de la branche cadette, qui lui succéda à Nîmes puis fut pasteur à Orange. Angelin de l’Isle publia contre lui Le Nestorien d’Orange. Réfugié à Genève, il publia les Larmes de Jacques de Chambrun. Il devint en Hollande chapelain de la princesse Marie, future Marie II d'Angleterre, qui le nomma, après son accession au trône d’Angleterre, chanoine de Windsor (Angleterre).

### Biographie
- E. Haag, La France protestante : ou Vies des protestants français qui se sont fait un nom dans l’histoire depuis les premiers temps de la réformation jusqu’à la reconnaissance du principe de la liberté des cultes par l’Assemblée nationale, t. viii, Paris, Joël Cherbuliez, 1858, 560 p. (lire en ligne), p. 243-244.

- E. Haag, La France protestante, t. VIII, Paris, Librairie Joël Cherbuliez,, p.